# メルセデス・ベンツ・バネオ
バネオ（Vaneo）は、ドイツおよびアメリカ合衆国の自動車メーカー、ダイムラー・クライスラー（現: ダイムラー）によってメルセデス・ベンツブランドで日本と欧州で販売されたトールワゴンである。

## 初代（2003年 - 2005年）

### 概要
初代Aクラスのプラットフォームを利用したトールワゴンであり、両側スライドドアもVクラスと同様である。
フロアはAクラス同様サンドイッチ構造で、サスペンションもAクラスと同様で、インパネやメーターパネルもAクラスと同様である。Aクラスと同様リアシートは取り外し可能である。Aクラスより全高が270 mm高いため、ヒップポイントはAクラスより上がり、ドライビングポジションが改善された。また、ラゲッジスペースも拡大された。
シート配列は2列シート5人乗りが基本だが、3列シートモデルもオプションで選択可能である。日本仕様はモノグレード展開だったため1.9 L直列4気筒SOHCエンジンを搭載する「VANEO 1.9アンビエンテ」の2列シート5人乗りのみの設定だった。
安全装備は、ブレーキアシストや盗難防止システムなどを標準装備した。
その他、マニュアルエアコンやパワーウィンドウ、本革巻きステアリング、運転席パワーシート、ウッドパネルなどを標準装備した。本革シート、サンルーフはオプションで選択可能である。
また、この3年8カ月という開発期間はメルセデス・ベンツ車最短である。
ルノー・カングーなどの同クラスのライバルと比較すると、豪華な内装や設計とそれに比例するかの如くの価格であり、販売は全く振るわずにわずか2年で生産終了となった。

### 歴史
- 1997年8月、同ブランド初のコンパクトマルチ・パーパス・ビークルとして開発開始[2]。
- 2002年2月、IAA 2001で発表。
- 2001年9月、生産開始。
- 2003年10月、発売[1]。
- 2004年7月、価格の見直しが行われ、新車価格が320万円台から340万円台になった。
- 2005年2月、生産終了。後継車種はシタンとなる。